# Oka Shikanosuke

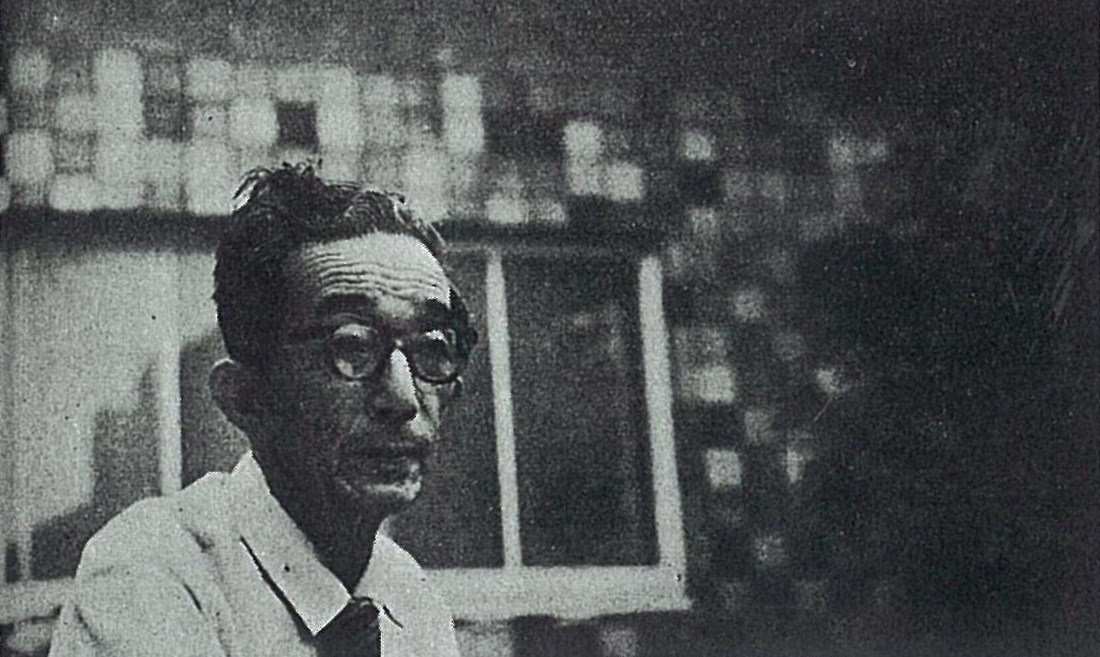
Oka, um 1962

Oka Shikanosuke (japanisch 岡 鹿之助, geb. 2. Juli 1898 im Stadtbezirk Azabu, Tokio; gest. 28. April 1978) war ein japanischer Maler im Yōga-Stil während der Shōwa-Zeit. 

## Leben und Werk
Oka wurde als ältester Sohn des Schriftstellers Oka Onitarō (1872–1943) in Tokio geboren. 1912 begann er bei Okada Saburōsuke, einem Freund seines Vaters, zu malen. 1919 begann er ein Studium an der Kunsthochschule Tōkyō (Tōkyō bijutsu gakkō, Vorläufereinrichtung der Tōkyō Geijutsu Daigaku), das er 1924 beendete. Im selben Jahr reiste er nach Frankreich, wo er sich unter Fujita Tsuguharu weiterbildete. Es folgten dort noch mehrere Aufenthalte bis 1940. 1941 wurde er Mitglied der Künstlervereinigung Shun’yō-kai (春陽会).
Nach dem Zweiten Weltkrieg war Oka von 1959 bis 1961 wieder in Frankreich, 1964 besuchte er auch die Schweiz, wo er mit Paul Klee in Kontakt kam, der ihn inspirierte. – Er gewann 1952 den Förderpreis des Kultusministeriums (芸術選奨, Geijutsu senshō) und 1957 den Mainichi-Kunstpreis. 1972 wurde er als Person mit besonderen kulturellen Verdiensten ausgezeichnet und erhielt im selben Jahr den Kulturorden.
Sein Stil zeigt den Einfluss der Pariser Schule in einer eher konservativen Weise. Zu seinen bekannten Werken gehören:
- „Stiefmütterchen“ (遊蝶花, Yūchōka; 1951[A 1]),
- „Elektrizitätswerk im Winter“ (雪の発電所, Yuki no hatsuden-jo; 1956[A 2], Artizon Museum),
- „Blumen vor Ruinen“ (花と廃墟, Hana to haikyo; 1966, Museum für moderne Kunst der Präfektur Gunma).

## Bilder (Weblinks)
- „Elektrizitätswerk im Winter“ im Artizon-Museum